# 灣仔消防局爆炸案

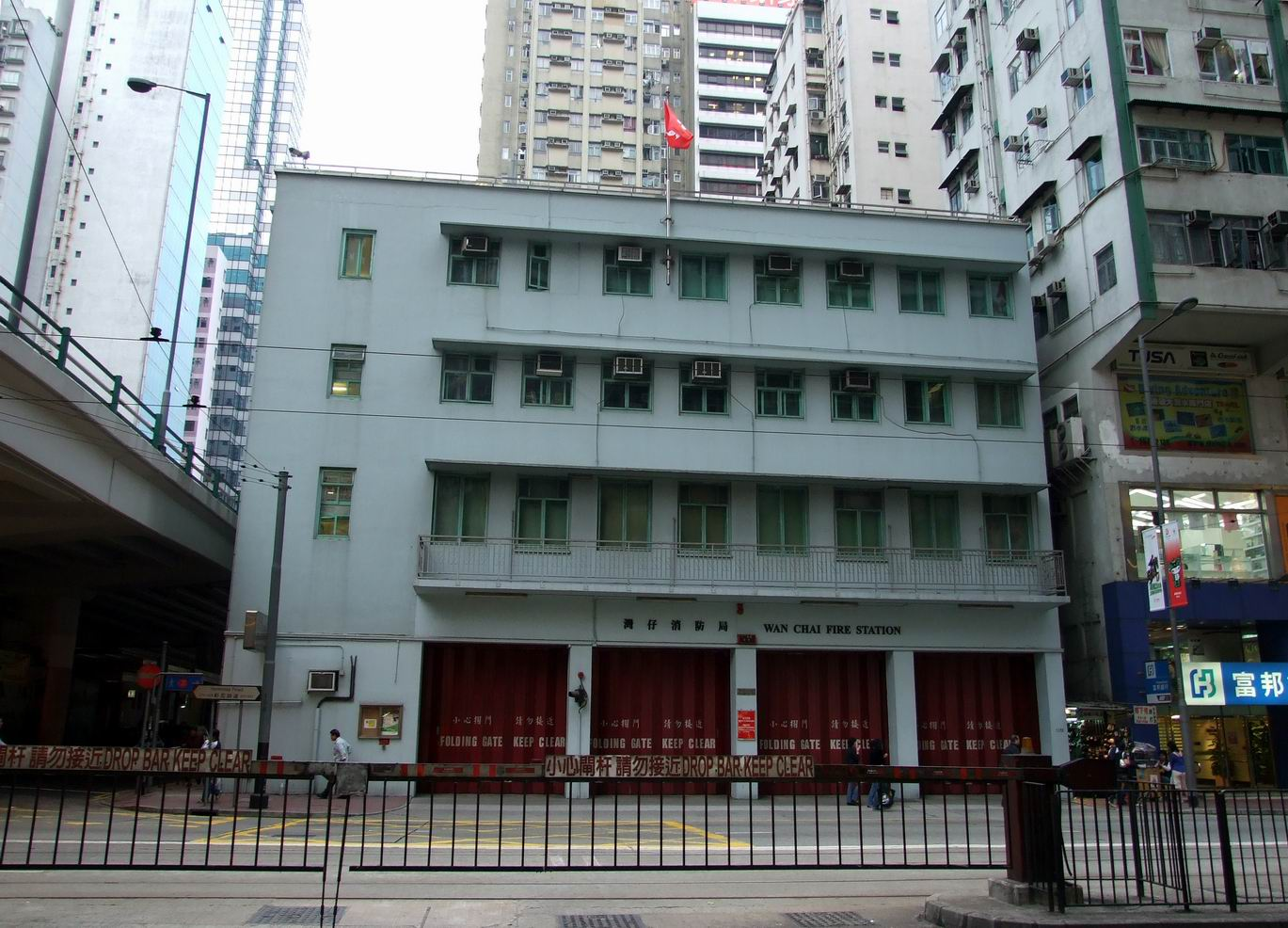
2007年時面向軒尼詩道的灣仔消防局，在消防局左側的道路是堅拿道東，圖中的堅拿道天橋在當年尚未興建，行車天橋橋底的軒尼詩道設有香港電車西行線電車站，而在消防局右側的香島大廈在當年已存在，爆炸案發生的當晚，先後有兩枚土製炸彈在消防局的正面附近發生爆炸，消防局的玻璃窗都被震碎，在該局辦公的消防副區長簡文（Aslam Khan）被炸彈碎片擊中頭部死亡

灣仔消防局爆炸案，又稱鵝頸炸彈襲擊案、堅拿道爆炸案、東區消防局爆炸案，是一宗發生於香港六七暴動期間的1967年9月3日，在香港島鵝頸堅拿道和軒尼詩道交界處的炸彈襲擊案。當晚香港島由灣仔修頓球場至銅鑼灣怡和街之間沿電車線的區域便有四處地點發生炸彈爆炸，有六枚土製炸彈被放置或被投擲，其中在鵝頸堅拿道東和軒尼詩道交界發生的炸彈襲擊涉及兩枚炸彈。當晚8時半後，先有兇徒駕駛一輛私家車在香港電車西行線的堅拿道電車站放下一個藏有炸彈的方盒後離去，該處附近便是灣仔消防局（當時又稱東區消防局），警方接報到場後展開戒備，由於這件懷疑是爆炸品的方盒對現場的公共交通構成威脅，有一名歐裔督察嘗試將這個方盒移開，但發生炸彈爆炸，有炸彈碎片散射入消防局內並引致多人受傷，當時在灣仔消防局內值班的巴裔香港消防處消防副區長簡文（Aslam Khan），頭部被炸彈碎片擊中，於送院後證實不治，該枚炸彈亦炸傷在場的警察、消防員及街上的行人。不久又有一枚炸彈從附近的樓宇被拋下，企圖襲擊服務中的電車，炸彈被電車車頭的救生柵撞開後發生爆炸，電車上無人傷亡，但有一名途人在路上被炸傷。簡文的喪禮於9月4日以伊斯蘭教儀式舉行，遺體於同日落葬於跑馬地回教墳場，當日全香港的消防局均下半旗致哀。

## 案發背景

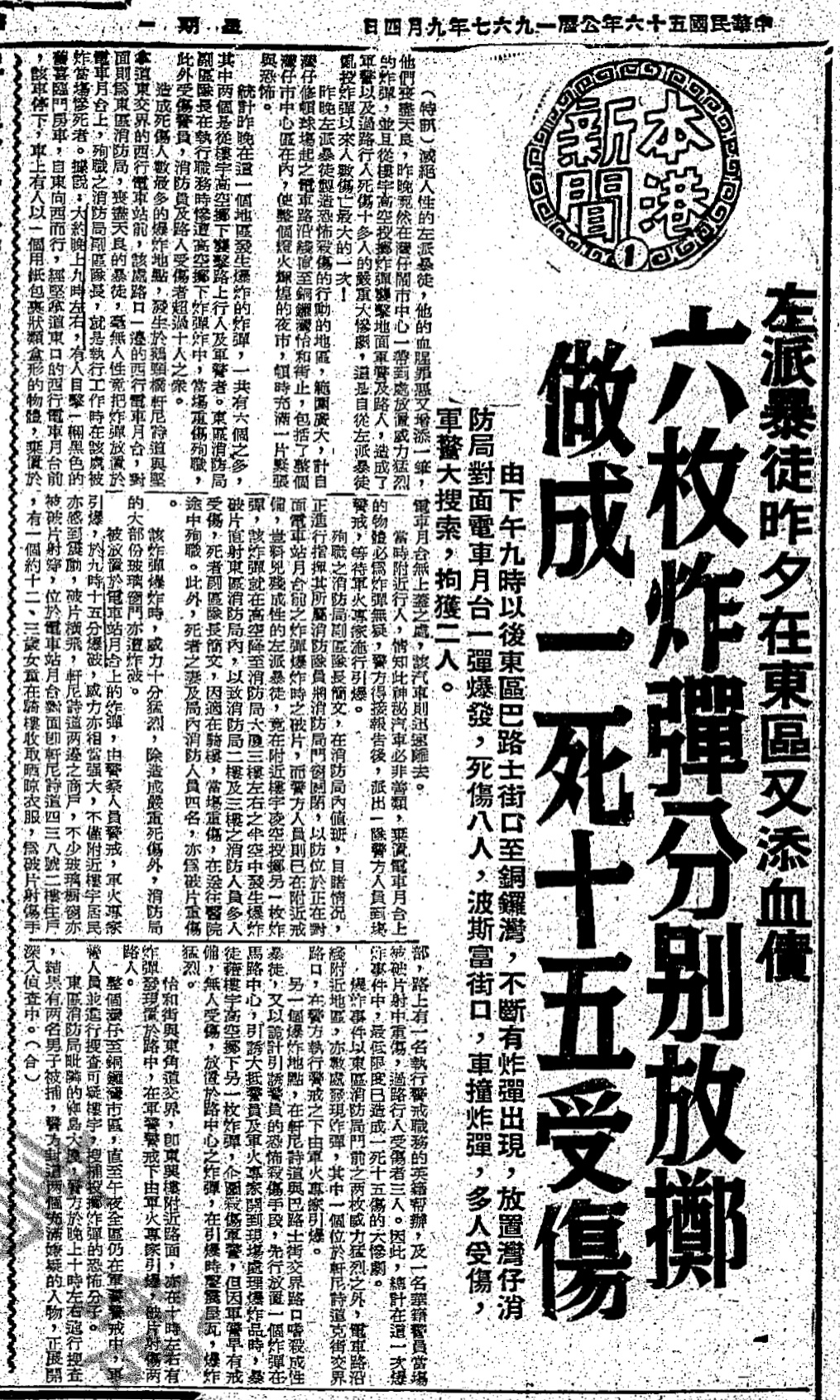
《華僑日報》在1967年9月4日報導昨晚（9月3日）在灣仔及銅鑼灣發生連串炸彈襲擊，有兇徒在電車站月台放置炸彈，單是灣仔消防局的炸彈爆炸已有8人死傷

1967年年初，由於中共支持的澳門左派在一二·三事件成功奪取澳門政局的主導權，中共中央香港工作委員會受到鼓舞，要在香港也發起類似的騷亂。新華社香港分社社長梁威林及副社長祈烽在內部會議總結澳門左派的鬥爭成果時，聲言也要在香港「大幹一場」，並企圖透過當時中國日趨熾烈的文化大革命驅使在香港的左派份子顛覆港府，新華社香港分社和左派陣營便開始積極尋找挑起騷亂的機會。香港左派於1967年2月起先後利用南豐紗廠兩派工人發生毆鬥，港九的士罷駛及青洲英泥廠工潮，企圖將這三宗由勞資糾紛引起的事件擴大及政治化，藉此發動騷亂，但都沒有成功。直到同年5月新蒲崗大有街的香港人造花廠分廠發生罷工，左派終於成功利用勞資糾紛發起騷亂，並透過警民衝突擴大事件。同月，香港工會聯合會理事長楊光成立簡稱「鬥委會」的「港九各界同胞反對港英迫害鬥爭委員會」，開始以「反英抗暴」為名，利用最初由勞資糾紛引起的警民衝突，轉變成顛覆香港政府的連串騷亂。

## 炸彈襲擊浪潮

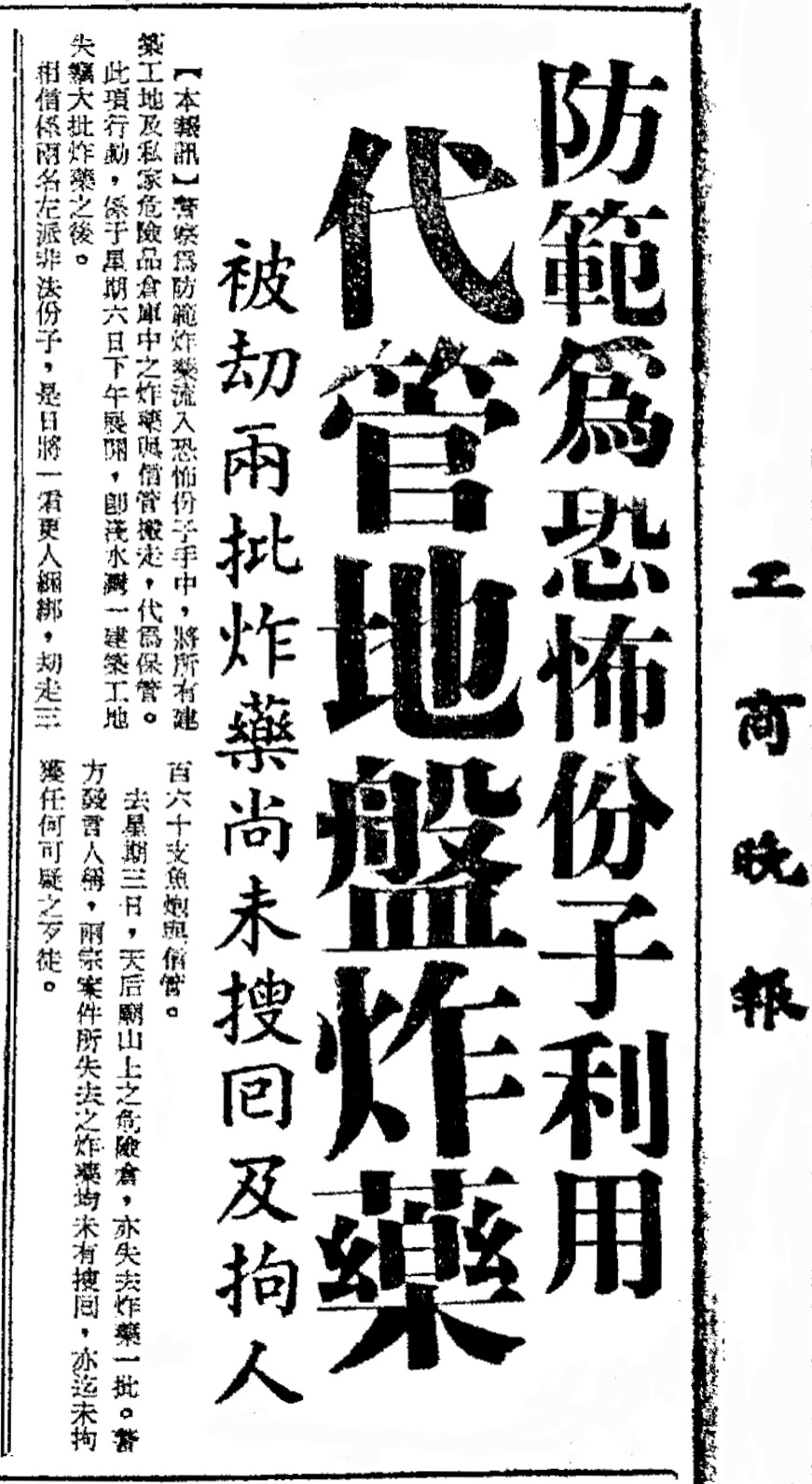
1967年8月15日和19日，香港島有兩間在土木工程工地的危險品倉庫先後遭到懷疑是左派非法份子爆竊及行劫，被盜去包括硝酸甘油炸藥在內的爆破工程用品，《工商晚報》在1967年8月21日報導港府為防止有更多高性能炸藥落入恐怖份子的手中，因此指令全香港88間持牌私營危險品倉庫將炸藥存貨運送到政府倉庫，由政府代為保管

### 港九新界接連發生炸彈襲擊
1967年7月，雖然左派發起的罷工及集會未有得到市民響應，左派的集會規模越來越小，騷亂亦漸見減少，鬥委會卻將其鬥爭行動升級為在香港發動連串炸彈襲擊的城市恐怖主義活動，在左派開辦的中學，利用中學生在學校內的化學實驗室製造土製炸彈及武器，還在製作土製炸彈時加入大量鐵釘及玻璃碎，當炸彈爆炸時便會產生更多尖銳的碎片，增強傷人毀物的效果，提升炸彈襲擊的殺傷力。7月12日，大埔鄉事會會所首次有炸彈爆炸。隨後鬥委會發動街頭炸彈襲擊浪潮，當時在電車、巴士、渡輪碼頭及港九各區街頭，都發現放有真炸彈或疑似爆炸品，鬥委會意圖造成社會更大恐慌，企圖對香港政府加大壓力，在真假炸彈襲擊浪潮的半年間，有8,074件真假炸彈被放置在香港各區街頭或被投擲，當中有1,167枚真炸彈，負責移除炸彈的駐港英軍拆彈專家疲於奔命，有軍部拆彈專家在獅子山移除爆炸品時墮崖殉職，這場炸彈襲擊浪潮也造成多名市民無辜死傷。六七暴動發生連串炸彈恐襲後，不斷發生的炸彈暴行激起民眾對左派團體的反感和厭惡，廣大市民都積極配合警方採取見疑即報的行動合力打擊左派暴徒的恐怖活動。

### 炸彈殺傷力增強
自香港開埠起，市民都可以在新年及喜慶活動燃放煙花、爆竹，作為民間節慶用品，煙花及爆竹並未有禁止在零售商店販賣。左派暴徒最初是利用煙花及爆竹的黑火藥製造土製炸彈，並且放入鐵釘及玻璃碎來增強殺傷力，但爆炸力仍然受制於煙花、爆竹的火藥性能。由於香港多處設有石礦場，部分建築工地也在進行移山及開挖山坡等土木工程，涉及爆破工程及使用炸藥，當時的建築工地可在礦務處發牌下存放炸藥。1967年8月15日凌晨，銅鑼灣天后廟道近雲峰大廈的87號危險品倉庫發生失竊，被盜去330支硝酸甘油炸藥，還失去信管、電信管、引火線等物品。8月19日凌晨淺水灣發生地盤炸藥劫案，在淺水灣酒店附近的104號危險品倉庫遭到懷疑是左派非法份子打劫，兩名歹徒潛入工地後挾持一名保安員並將其捆綁，然後劫去363支硝酸甘油炸藥及引信等裝置。這類原應用於開山劈石的高性能炸藥一旦被用作製造土製炸彈，炸彈襲擊的破壞力將會大幅增強。9月3日在灣仔消防局發生的爆炸案，駐港英軍軍火專家表示這枚土製炸彈的爆炸威力比暴徒過往使用的炸彈強大，炸彈碎片的散射範圍超出75英尺，比以往的土製炸彈危險得多，軍火專家稱會嘗試仿製這枚土製炸彈以供測試，又建議警方調查炸彈在何處製造及炸藥的來源，警務處刑事偵緝處處長羅夫稱正調查這枚炸彈使用的是黑火藥還是其他種類的炸藥。為應對左派暴徒日趨猖獗的炸彈襲擊，港府於9月初通過緊急法頒布《一九六七年緊急措施（烟火）規則》，禁止市民燃放煙花爆竹，並且要求市民交出已購買的煙花爆竹，批發商及零售商亦需要交出存貨，同時指示存放有炸藥的88間持牌土木工程倉庫，將炸藥由石礦場或建築工地的私人倉庫轉運到政府倉庫託管。9月20日，礦務處處長郟亮同在立法局回應馮漢柱議員質詢時表示，警方已經將地盤炸藥由各持牌私人倉庫轉移到政府倉庫保管，相信可避免地盤炸藥再發生失竊；而截至9月19日已從市面收集得煙花爆竹約160噸，處長稱這清楚顯示香港市民寧願放棄傳統習慣，也要挫敗香港境內少數不負責任的恐怖份子。

## 案發經過

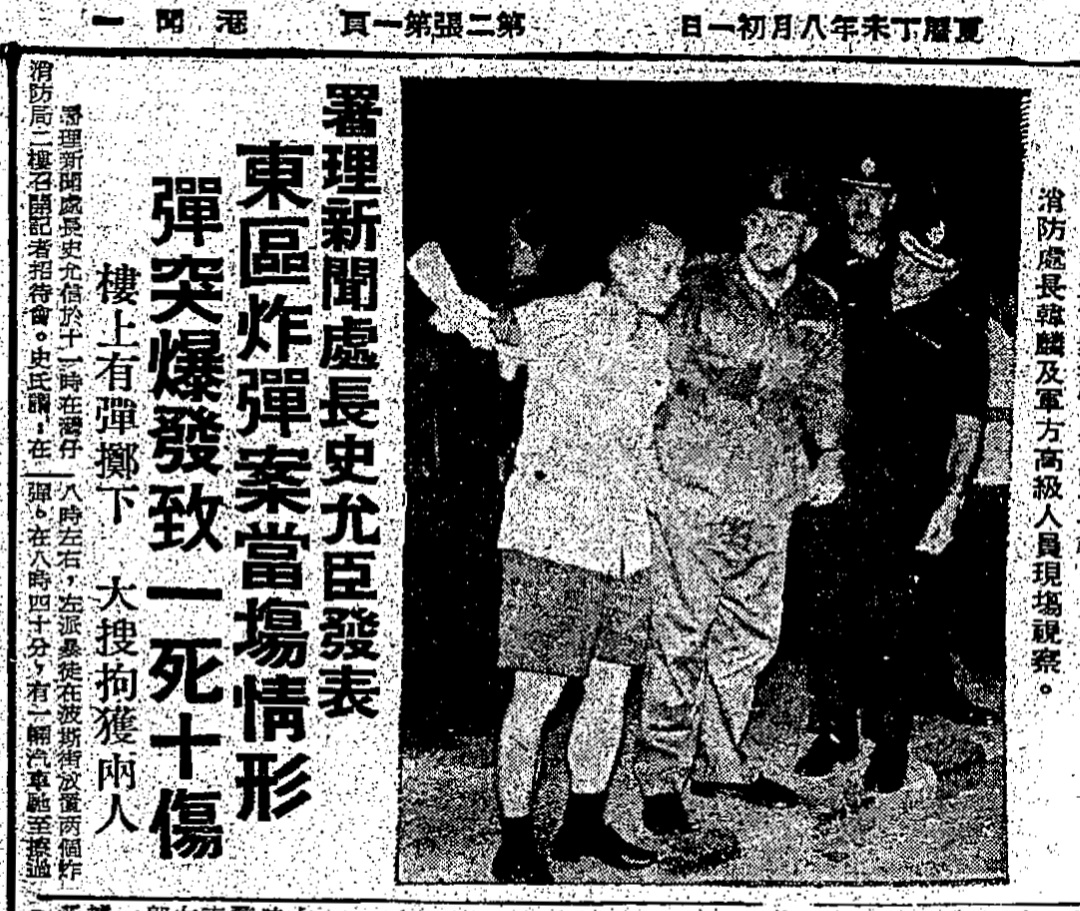
《華僑日報》報導消防處署理處長韓麟在事發後到灣仔消防局視察

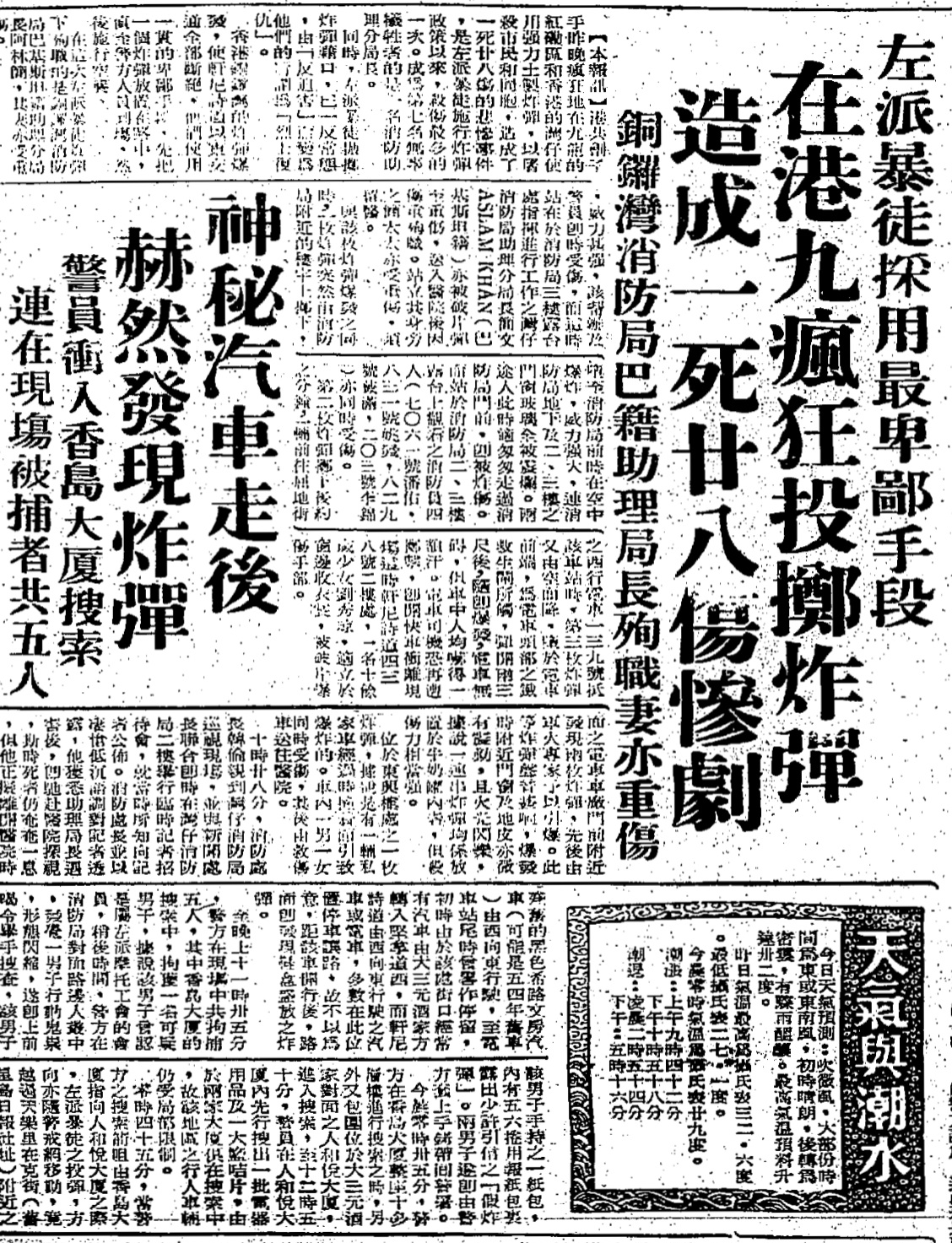
《工商日報》在1967年9月4日報導香港島及九龍在昨晚發生多宗炸彈襲擊，造成1死28傷

### 鵝頸第一枚炸彈爆炸
1967年9月3日晚上8時40分左右，有一輛黑色的房車在鵝頸堅拿道西行線電車站停下，在電車站月台無上蓋處放下一件用紙包裹的盒裝物品後離開，而據《工商日報》於事發後引述在灣仔消防局的一名消防員稱，這位消防員從消防局的露台望向大街時，目擊一輛黑色、殘舊，應為1954年款的希路文（Hillman）房車，沿軒尼詩道駛至堅拿道電車站旁停下，由於該處經常有車輛由大三元酒家的方向轉入堅拿道西，沿軒尼詩道由西向東行駛的汽車及電車時常會在這個路口停車讓路，所以當時不以為意，但當該輛房車離去後，赫然發現有一個鞋盒狀的可疑物品出現在路面上。當時在路上也有行人目睹這輛神秘的汽車在電車站棄下一件物品，由於時值左派非法份子在香港發動炸彈襲擊浪潮，判斷這件物品很大機會是土製炸彈，於是向警方報告。警方接報後派出一隊警員到場戒備，等候駐港英軍派遣軍火專家到場檢驗及拆彈。因為該電車站附近即為在軒尼詩道和堅拿道東交界處的灣仔消防局，當時在消防局內值班的巴基斯坦裔消防副區長簡文（Aslam Khan）得知消防局附近有炸彈的消息後，下令在消防局內的人員立即關閉所有門窗，提防在電車站的可疑物品一旦發生爆炸時引致的損害。之後有一名歐裔督察向灣仔消防局借了一條繩索，打了一個活結，再將繩索纏繞該可疑盒裝物品，然後退入消防局內，再拉動繩索，嘗試將該可疑物品移到路旁，但該方盒尚未被移動，便發生猛烈的炸彈爆炸，消防局及附近樓宇的居民都感受到震動，在軒尼詩道兩旁的建築物有不少窗戶被震碎，除了該名督察及協助移走炸彈的一名警員，消防局另有六人受傷，包括四名消防員及消防副區長簡文夫婦，其中又以當時在消防局露台指揮戒備工作的消防副區長簡文的傷勢最為嚴重。在軒尼詩道438號二樓（已重建為金鵝商業大廈），年約十餘歲的女童劉秀琼於窗邊收回曬晾的衣物時懷疑被炸彈碎片割傷手部。

### 鵝頸第二枚炸彈爆炸

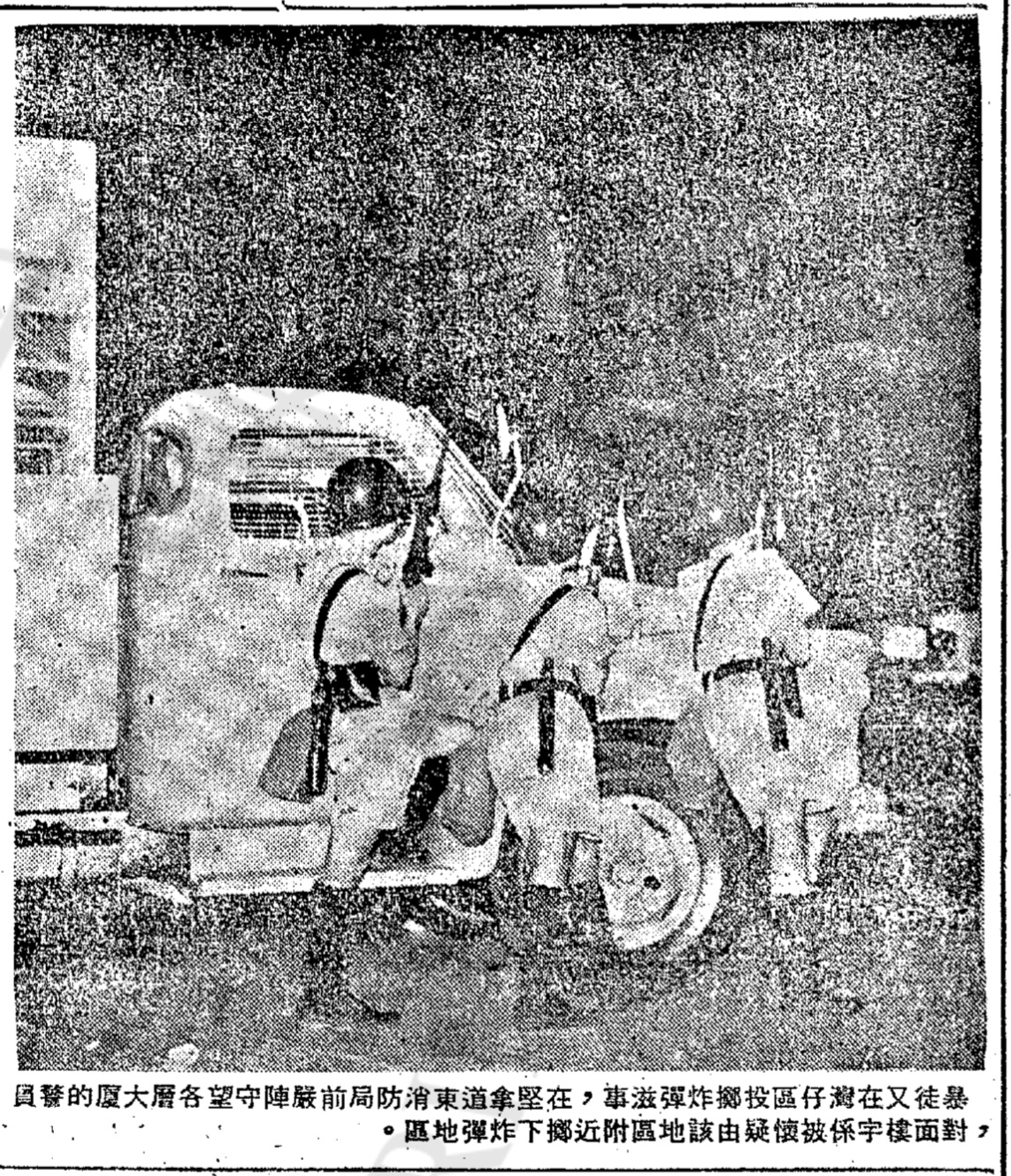
由於有兇徒從堅拿道東灣仔消防局附近的高樓大廈投擲炸彈，警方因此在街上佈防，並有警員朝著懷疑是兇徒匿藏投彈的樓宇舉槍戒備

第一枚炸彈爆炸的數分鐘後，在軒尼詩道西行線服務中的139號電車，即將駛入在灣仔消防局附近的堅拿道電車站，此時突然有一枚炸彈從路旁的樓宇擲下，落在電車前方的路軌上，電車則繼續前駛並與炸彈發生碰撞，安裝於電車車頭底部的救生柵把這枚炸彈推開，炸彈被電車彈開數英尺後發生爆炸，電車司機恐防再被投擲炸彈，沒有在電車站停車，而是立即加速把電車駛離車站。這起針對電車的炸彈襲擊使車上的乘客飽受驚嚇，乘客都慶幸電車上沒有人受傷，不過在路上卻有一名歐裔路人被炸彈爆炸的碎片擊中受傷。鵝頸接連發生兩起炸彈爆炸後，有接報到場的救護車抵達，將傷者送往醫院救治。警方其後設立封鎖線及進入附近的樓宇調查，並重點搜查在灣仔消防局側邊的香島大廈及在大三元酒家對面的人和悅大廈。至晚上11時35分，先後有5人被帶返警署協助調查，其中在香島大廈內的一名男子因為自稱是左派摩托工會會員而被帶走，在灣仔消防局對面被捕的另一名男子，因為在路上形跡可疑，警員叫他停步接受檢查時，他卻企圖逃跑，警員於是把他截停及制服，警員在他身上搜出一個以當票包裹的木刻圖章，上面刻有「毛像」及「為人民服務」，又在他攜帶的紙袋內搜出由報紙包裹及插有引信的假炸彈，該名男子被鎖上手銬後被帶返警署作進一步調查。署理消防處處長韓麟和港島救護總長韓德遜在事發後到灣仔消防局視察，之後在消防局內會見記者。由於灣仔、銅鑼灣接連發現炸彈並有炸彈爆炸，警方在灣仔及銅鑼灣一直戒備至午夜。
在爆炸案中喪生的巴基斯坦裔消防副區長簡文，時年22歲，生於1945年1月11日，於1963年1月11日入職消防處，於1965年6月1日升至現職。簡文在炸彈爆炸中頭部受到重創，被送抵醫院時已奄奄一息，於當晚傷重不治，遺下妻子及一名11個月大兒子簡幼基。簡文的妻子亦在爆炸案中受傷，她被送抵醫院後須要接受手術治療。四名受傷消防員分別是20歲的李錦祐和姚發、22歲的潘祐及28歲的戴滿堂，受傷的警察包括一名督察及一名警員，而受傷途人分別是21歲的林少業、28歲的李濤及33歲的徐好。

### 灣仔及銅鑼灣接連發生炸彈襲擊
9月3日晚上，除了在鵝頸發生的炸彈襲擊涉及兩枚炸彈，在灣仔軒尼詩道和巴路士街交界亦發生連環炸彈襲擊，兇徒同樣先在馬路放下一枚炸彈使警察和軍火專家需要到場處置，然後再從附近的樓宇投擲另一枚炸彈，但因為警方早有戒備，在巴路士街發生的連環炸彈襲擊未有造成傷亡，軍火專家則將兇徒放置在馬路中心的炸彈引爆。在軒尼詩道和克街交界也發現一枚炸彈，軍火專家在警方封鎖現場後將炸彈引爆。晚上10時左右，銅鑼灣怡和街和東角道交界近東興樓的馬路亦發現一枚炸彈，由軍火專家將炸彈引爆，但有兩名路人疑被炸彈爆炸時飛散的碎片割傷。灣仔至銅鑼灣一帶的多宗爆炸案，亦有多人受傷，包括在渣甸街和軒尼詩道附近有一輛汽車撞到被佈放在路上的一枚炸彈及發生爆炸，28歲女子林正儀、38歲男子陳特勒、22歲男子莊國強、41歲男子劉金廣被炸傷。

### 紅磡當晚發生炸彈爆炸

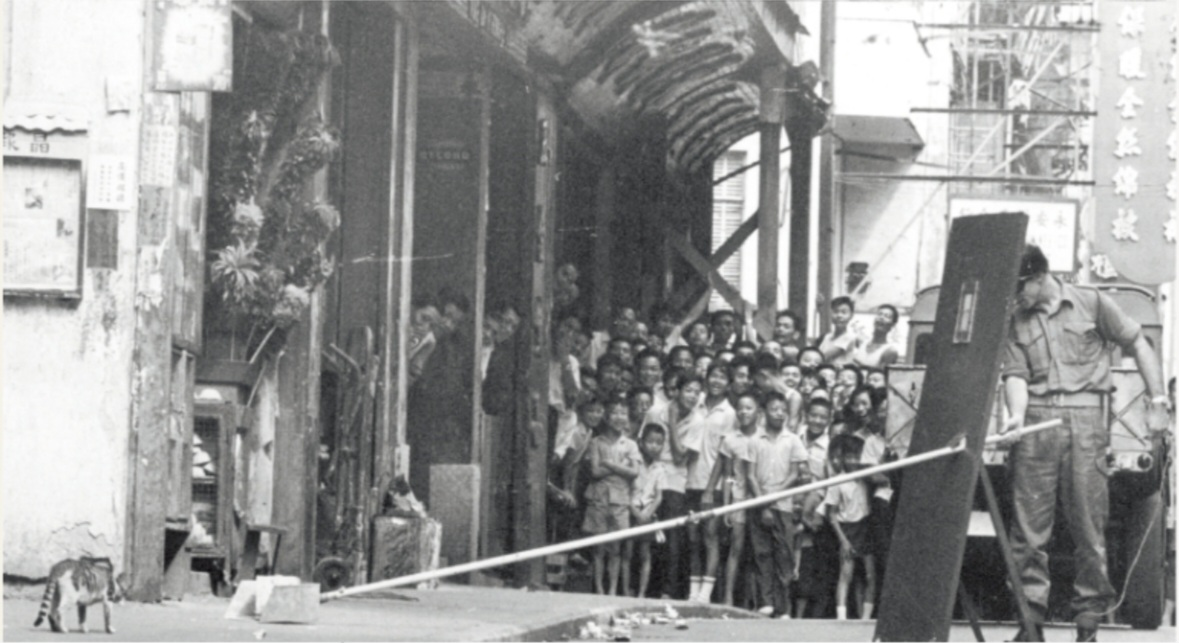
駐港英軍軍火專家在防盾後操作工具檢查港共恐怖份子放置在鬧市的一件爆炸品，可是經常有市民因好奇心而漠視危險在附近圍觀拆彈，警方因此在1967年多次呼籲市民如遇懷疑爆炸品應立即採取閃（速逃）、避（躲避）、求（求助）方式應對，更不應因一時好奇心去觸撞可疑物品或圍觀、湊熱鬧

隔著維多利亞港的九龍同樣發現多枚土製炸彈，除了在9月2日於香港國際機場的世運道入口發現炸彈，紅磡馬頭圍道和蕪湖街於9月3日晚上10時左右也發生連環炸彈襲擊，先有兩件懷疑爆炸品被吊掛在一幅煽動性標語的下方，警察和軍火專家接獲市民報案後到場處理，一輛消防車奉召到場期間，當駛經馬頭圍道70至72號金菊園附近時被兇徒從高處投擲炸彈，消防車未有被擲中，尾隨消防車的是一輛滿載乘客的九人車（紅色小巴的前身），炸彈落在九人車的後輪附近並發生爆炸，九人車之後加速駛離，當局未有接獲車上有人受傷的報告，至於吊掛在標語布條下的兩件可疑物品則由軍火專家引爆。當軍火專家從蕪湖街撤離後，晚上11時左右在馬頭圍道70至72號，卻有一群居民及路人未有聽從警方遠離爆炸現場的勸籲，仍然留在之前發現炸彈的街道上徘徊及圍觀，其中一名由兩名男子拖著的小童，懷疑因為好奇踢向暴徒佈放在路上的一件可疑物品，該件物品隨即發生爆炸，在爆炸現場遊逛的男女老少應聲倒在血泊之中，慘叫聲四起。警方見狀後立即從蕪湖街抽調警員增援並召喚救護車到場，將9名年齡介乎8至26歲的受傷市民送院救治，其中5人需要留院治療，爆炸現場的地上則留下多灘血跡及散亂的拖鞋。9月3日晚連同香港島灣仔及銅鑼灣的四宗爆炸案，當晚的炸彈襲擊共造成1死28傷。

### 警方呼籲市民切勿圍觀拆彈

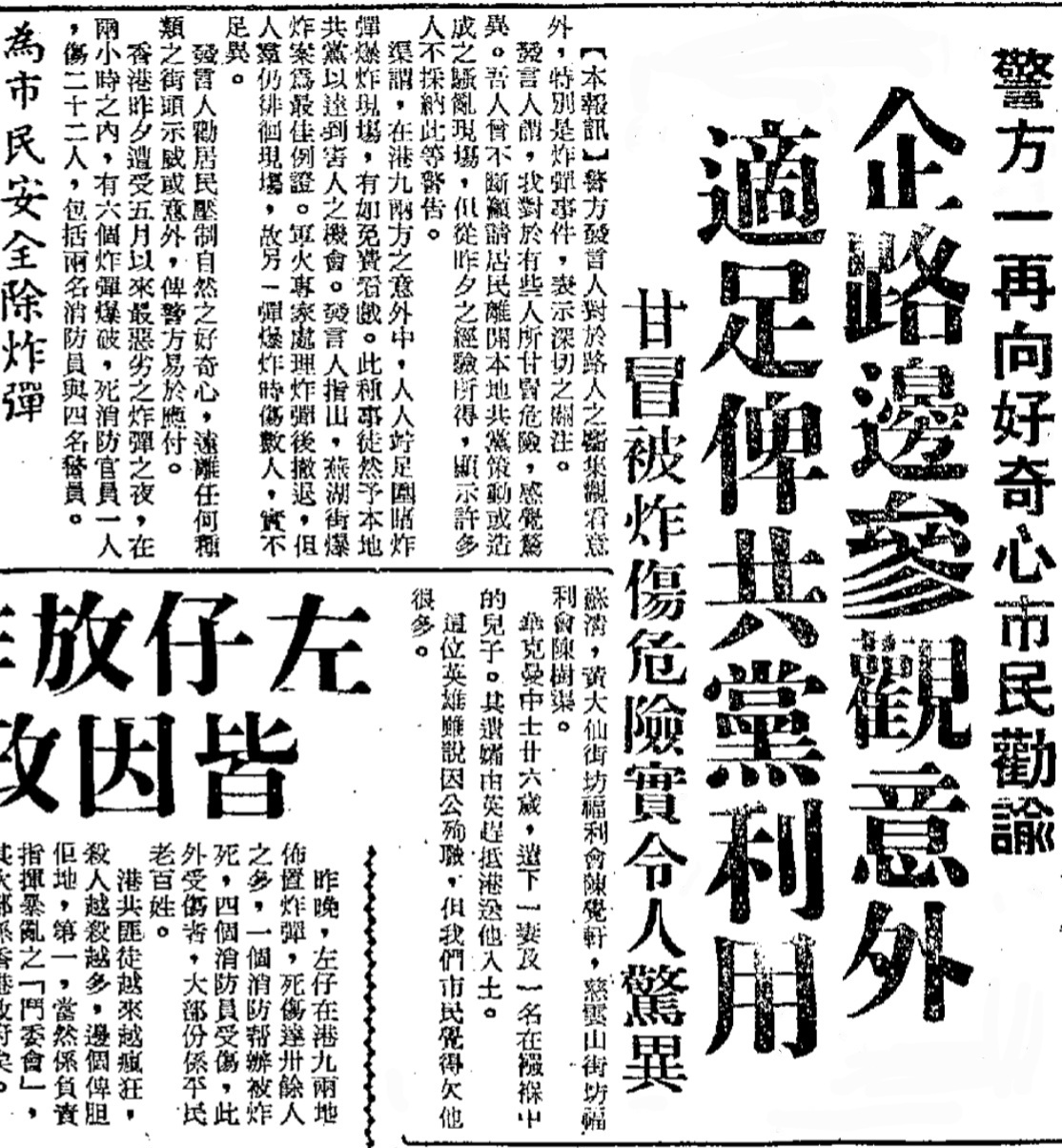
《工商晚報》在9月4日報導，香港警方呼籲市民必須遠離發生炸彈襲擊及發現炸彈的地點，切勿因好奇心而被恐怖份子利用

香港警務處發言人在9月3日深夜稱，對於經常有市民出於好奇心而在牽涉炸彈事件的地點圍觀、看熱鬧，警方對此深感憂慮，發言人表示警方已經多次呼籲公眾應遠離港共份子逞兇施暴的現場，但仍有不少市民把軍火專家移除炸彈的危險工作當作有免費表演觀看，而輕視自己須要承受的性命風險。發言人指出今晚在九龍蕪湖街的炸彈爆炸事件便是其中一例，當時軍火專家於引爆懷疑爆炸品後撤離，卻有好事市民仍然逗留在炸彈爆炸現場圍觀及在附近的街道徘徊，難怪在深夜11時仍有多人被暴徒佈放在街道上的炸彈炸傷，而今晚在香港島灣仔的移除炸彈現場，也有市民在街口轉角處或從大廈的窗口觀看，但從灣仔消防局外發生的炸彈爆炸所引致的死傷可見，即使隔著數十英尺距離的炸彈爆炸仍足以致命。警方又稱公眾必須明白，港共暴徒投放炸彈的陰謀是以殺傷盡量多的市民為目的，市民在發現炸彈的現場圍觀根本是上了恐怖份子的當，警方再次呼籲市民當發現真假炸彈時必須儘速遠離，盡力壓制自然之好奇心，切勿圍觀湊熱鬧，這樣不但可避免死傷，也可使恐怖份子不能混跡其中，有助當局搜捕兇徒。

### 警方懸紅緝兇

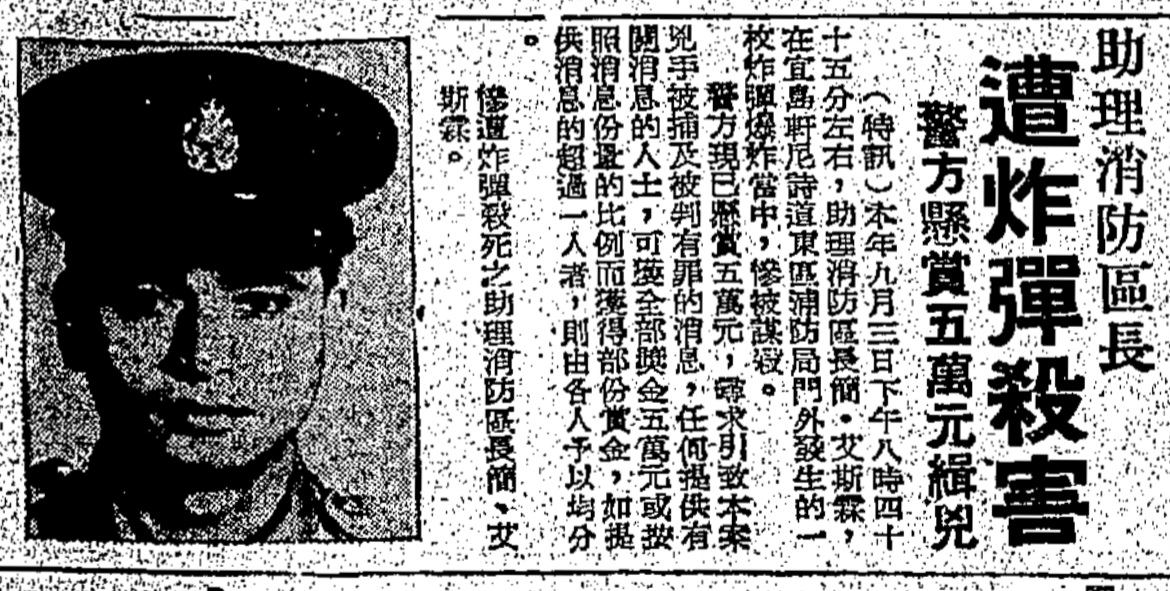
《華僑日報》在1967年9月10日報道，香港警方懸紅5萬港元追緝發動炸彈襲擊並引致灣仔消防局助理區長簡文殉職的兇徒

雖然當晚的炸彈襲擊除了造成消防人員及警務人員死傷，也有多名無辜市民被炸彈炸傷，不過在六七暴動支持左派團體的《大公報》卻在頭版以「抗暴戰士豎為烈士報仇紅旗大顯威風，東區昨晚炸彈戰痛懲港英，消防西籍分隊長喪生，洋幫辦華警受重創，炸彈陣佈置巧妙，被派到現場殘暴隊個個心驚膽戰」為標題向其讀者報告炸彈襲擊的「戰果」，左派宣傳媒體因而和投放炸彈的兇徒一同受到香港社會輿論及主流媒體的譴責。香港警方於9月10日懸紅5萬港元追緝放置炸彈導致助理消防區長簡文（Aslam Khan，又譯簡·艾斯霖）遇害的兇徒，截至9月10日警方已懸紅合共33萬港元徵求五宗恐怖活動命案的消息，當中包括有兩名兒童被炸死的清華街慘案、林彬及林光海被燒死案、一名小販被炸死的正街炸彈襲擊案，警方同時呼籲市民舉報恐怖活動，合力打擊恐怖主義，並表示市民可以匿名舉報，而提供的資料亦會保密。

## 喪葬安排

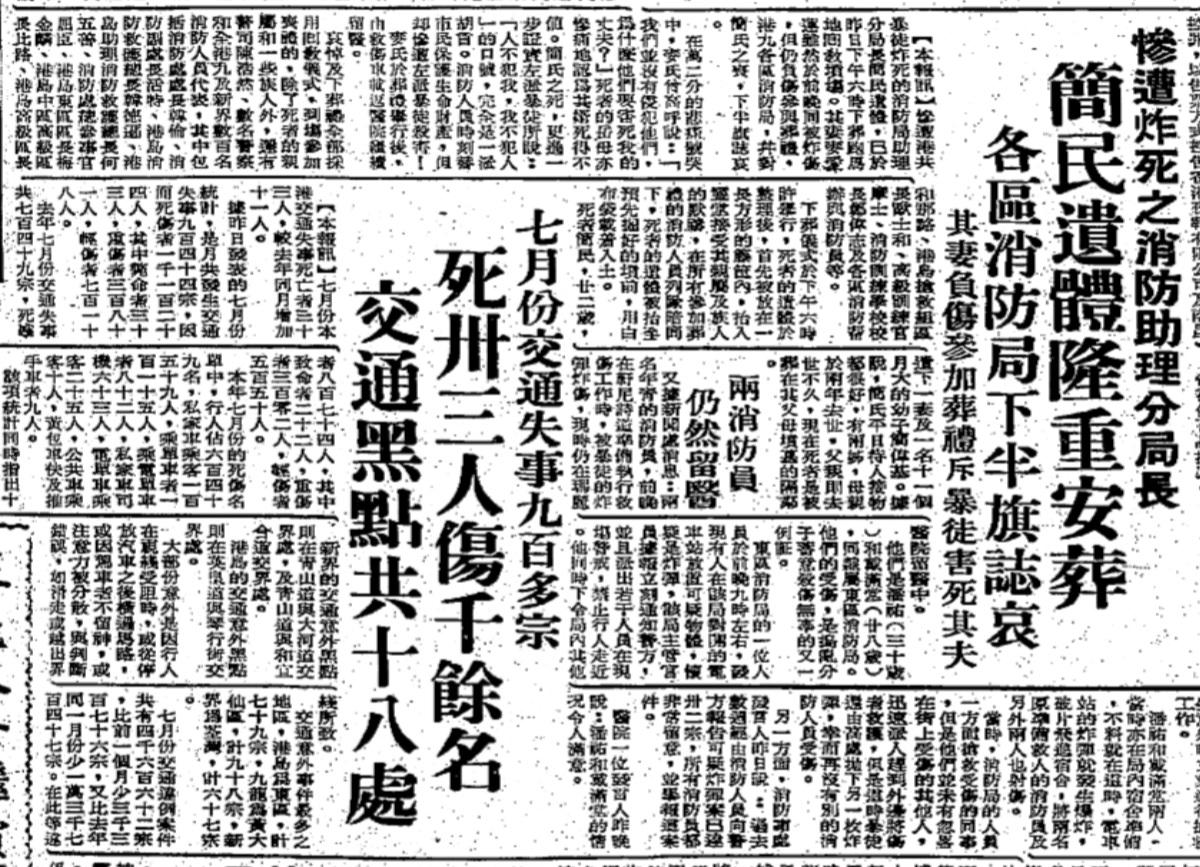
在爆炸案中喪生的消防副區長簡文於9月4日在跑馬地回教墳場落葬

在爆炸案中殉職的巴基斯坦裔消防副區長簡文由於信奉伊斯蘭教，按慣例應在身故後盡快以伊斯蘭教儀式舉行喪禮及將遺體土葬，故此簡文的葬禮於事發翌日的9月4日舉行。簡文的妻子麥愛蓮也在爆炸案中受傷，仍然負傷出席喪禮，她獲安排由救護車從留醫的醫院接載到跑馬地回教墳場參加丈夫的喪禮。麥愛蓮在喪禮上哭著斥責放置炸彈的左派暴徒，麥氏稱：「我們沒有侵犯他們，為什麼他們要害死我的丈夫？」簡文的岳母在喪禮上也批評左派暴徒的恐怖活動害死她的女婿，她稱：「事實證明左派暴徒所謂『人不犯我、我不犯人』的口號，根本是一派胡言。」喪禮及葬禮均採用伊斯蘭教儀式舉行，署理消防處處長韓麟、消防處副處長活特、港島消防救護總長韓德遜、港島助理消防救護總長何五善、消防處總參事官屈臣、港島地區區長梅金麟、港島中區高級區長比路、港島高級區長和那路、港島搶救組區長歐士和、高級訓練官摩士、消防訓練學校校長鄭偉志，以及各區派出的消防督察及消防員代表出席喪禮。喪禮於傍晚6時舉行，簡文的遺體經過洗淨及整理後，被放入一個長方形的藤籃內，再被抬入靈堂，接受家人、親屬及族人的禱告，然後在消防處各代表組成的隊列陪同下，載有簡文遺體的藤籃被抬到回教墳場一個預先挖好的墓穴旁，遺體之後被放在一塊白布上，遺體被白布包裹好後，然後安葬入墓穴內。舉行喪禮當日，全香港的消防局都下半旗向簡文致哀。簡文的妻子在葬禮結束後，由救護車送回醫院繼續留院治療。
1967年10月19日，香港總商會向獅子山爆炸案、灣仔消防局爆炸案及灣仔告士打道爆炸案的3名殉職公職人員的遺屬贈予合共3萬元的撫恤金，商會副主席赫利士親自向簡文的遺孀麥愛蓮送交一張面額1萬港元的支票。
1967年10月28日，灣仔消防局傳出在爆炸案發生後出現各種怪事，局內有人員懷疑在爆炸案中慘死的副區長簡文冤魂不息，雖然簡文是穆斯林，但仍然有人員提議要打齋超渡他。簡文夫婦在事發前居於消防局二樓的一個房間內，簡文的妻子在丈夫逝世後遷出房間，搬到親友的家中居住，房間之後一直空置，裡面已佈滿塵埃，房內只餘下一張床，一幅簡文夫婦的婚照及一雙簡文於生前穿著的黑皮鞋。在局內人員的提議下，消防局局長梅禮樂批准延請高僧作法，舉行超渡儀式。消防處發言人回覆傳媒查詢時，確認收到灣仔消防局延請高僧舉辦法事的申請，將會由華民政務司署聯繫佛教聯會副會長黃允畋安排。1967年11月22日，騷亂賠償委員會向簡文的妻子發放3萬5千港元撫恤金。

## 死因聆訊

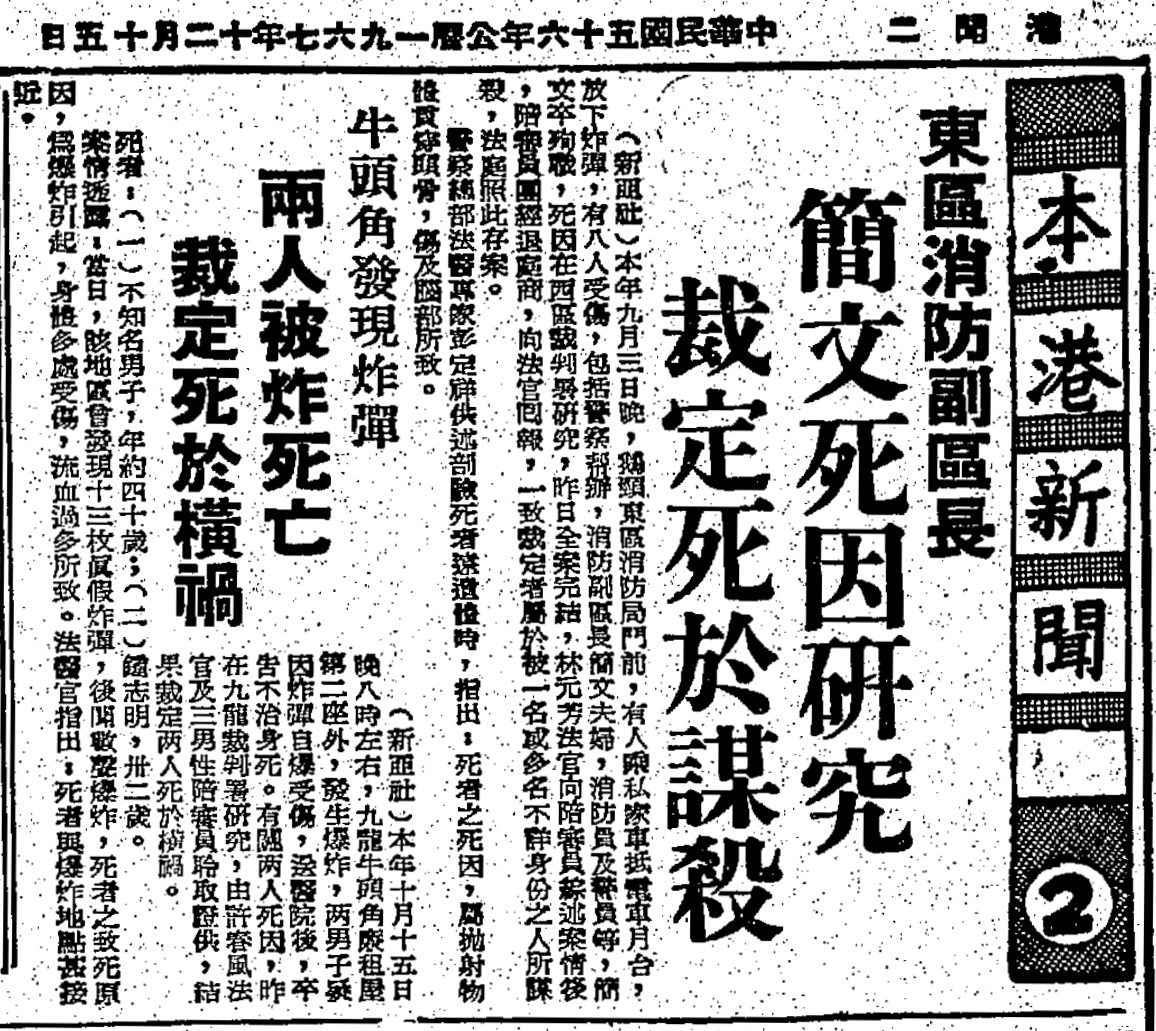
《華僑日報》在1967年12月15日報導，在西區裁判署的死因庭昨日裁定消防副區長簡文死於被一個或多個身份不詳的人謀殺

1967年12月11日，死因裁判法庭在西區裁判署召開死因研訊，研判消防副區長簡文的死因，死因庭由林元芳法官主持，並由三位陪審員一同聽取供詞及裁決。案發時在灣仔消防局駐守的消防員何榮佳（人員編號：2264）作供稱，他在9月3日晚上8時40分與兩位同事坐在灣仔消防局二樓的露台，他見到有一輛黑色的私家車停在西行線電車站的左側旁邊，期間視線受到往來的電車所阻，當電車駛過後，已看不見該輛私家車的踪影，但發現電車站的月台上放有一個方盒狀的物品，之後他和同事下樓走到路上，呼籲現場來往的車輛不要接近這個可疑盒子，約20分鐘後有警察到場，有一位歐裔督察在消防局借得一條繩索，然後打了一個活結，再將繩索圍繞這個可疑的方盒，當這位督察拿著繩索的另一端退後一步時，盒子就發生爆炸，這位督察、他本人和之前一同坐在露台的兩位消防員，都在爆炸中受傷，後來得悉有8人受傷，包括死者簡文及其妻子，除了他自己外，另有7人送院救治。受傷的督察作供稱，當他用繩索圍繞該盒子後，便退入消防局內，拉動繩索的另一端，嘗試將方盒拉到路旁，但尚未拉動這個方盒，盒子便發生爆炸，當時雖已退後5至6英尺，他仍嚴重受傷，需要留院治療近一個月，爆炸亦損害了他的聽力，目前失聰50%。案件在12月14日繼續聆訊，警察總部高級法醫彭定祥在死因庭作供稱，簡文的頭部有致命傷，死因是被拋射物擊穿頭顱骨，傷及腦部所致。法官之後引導陪審員進行裁決，陪審員退庭商議後，一致裁定簡文死於一名或多名身份不詳的人士謀殺，法官宣布死因庭以此存案。

## 外部連結
- HKRS152-1-95 ASLAM KHAN（页面存档备份，存于）
- HKRS153-1-321 ASLAM KHAN（页面存档备份，存于）

 维基共享资源上的相關多媒體資源：灣仔消防局爆炸案